# Subtraktivní míchání barev

Subtraktivní míchání tří základních barev.

Subtraktivní míchání barev je způsob míchání barev, kdy se s každou další přidanou barvou ubírá část původního světla. Pokud například skládáme na sebe barevné filtry nebo mícháme pigmentové barvy, mícháme je subtraktivní metodou.
Světlo prochází jednotlivými barevnými vrstvami a je stále více pohlcováno. Výsledná barva se skládá z vlnových délek, které zbudou po odrazu nebo průchodu filtrem.
Základní barvy jsou: žlutá, azurová, purpurová.
Základní barvy subtraktivního míchání jsou komplementární (doplňkové) k základním barvám při jejich aditivním míchání.
Smícháním modrozelené (azurové) a žluté barvy vznikne barva zelená, žluté a purpurové barva červená a purpurové a modrozelené barva modrá. Smícháním všech tří základních barev dostaneme barvu černou.
Tento princip je použit v tiskárnách. Z důvodu úspory pigmentu (inkoustu, toneru) při tisku tmavých odstínů se navíc používá i samostatný černý pigment.